# Ахальвір
Ахальвір (ісп. Ajalvir) — муніципалітет в Іспанії, у складі автономної спільноти Мадрид. Населення — 3909 осіб (2010).
Муніципалітет розташований на відстані близько 23 км на північний схід від Мадрида.

## Демографія
Динаміка населення (INE ):

## Галерея зображень

Розташування муніципалітету Ахальвір